# Fremont (BART)
Fremont es una estación en las líneas Fremont–Daly City y Richmond–Fremont del BART, administrada por la Distrito de Transporte Rápido del Área de la Bahía. La estación se encuentra localizada en 2000 Bart Way en Fremont, California. La estación Fremont fue inaugurada el 11 de septiembre de 1972.

## Descripción
La estación Fremont cuenta con 1 plataforma central y 2 vías. La estación también cuenta con 2,030 de espacios de aparcamiento.

## Conexiones
La estación es abastecida por las siguientes conexiones de autobuses: 
- Rutas del AC Transit: Rutas 99, 212*, 215*, 216*, 217, 232*, 239*, 242, 251, 332**, 333***, 345**, 350** (local); 801 (All Nighter); U* (Transbay)
VTA: Rutas 120*, 140*, 180, 181*
* - La ruta opera los días de semana solamente
** - La ruta opera solamente los fines de semana y días festivos
*** - Newark FlexBus, el servicio inicia desde las 7pm a la media noche (excepto días festivos)